# ابانس-دسوس
ابانس-دسوس (به فرانسوی: Abbans-Dessous) یک کمون در فرانسه با جمعیت ۲۳۵ نفر است که در Canton of Boussières واقع شده‌است.

## نگارخانه

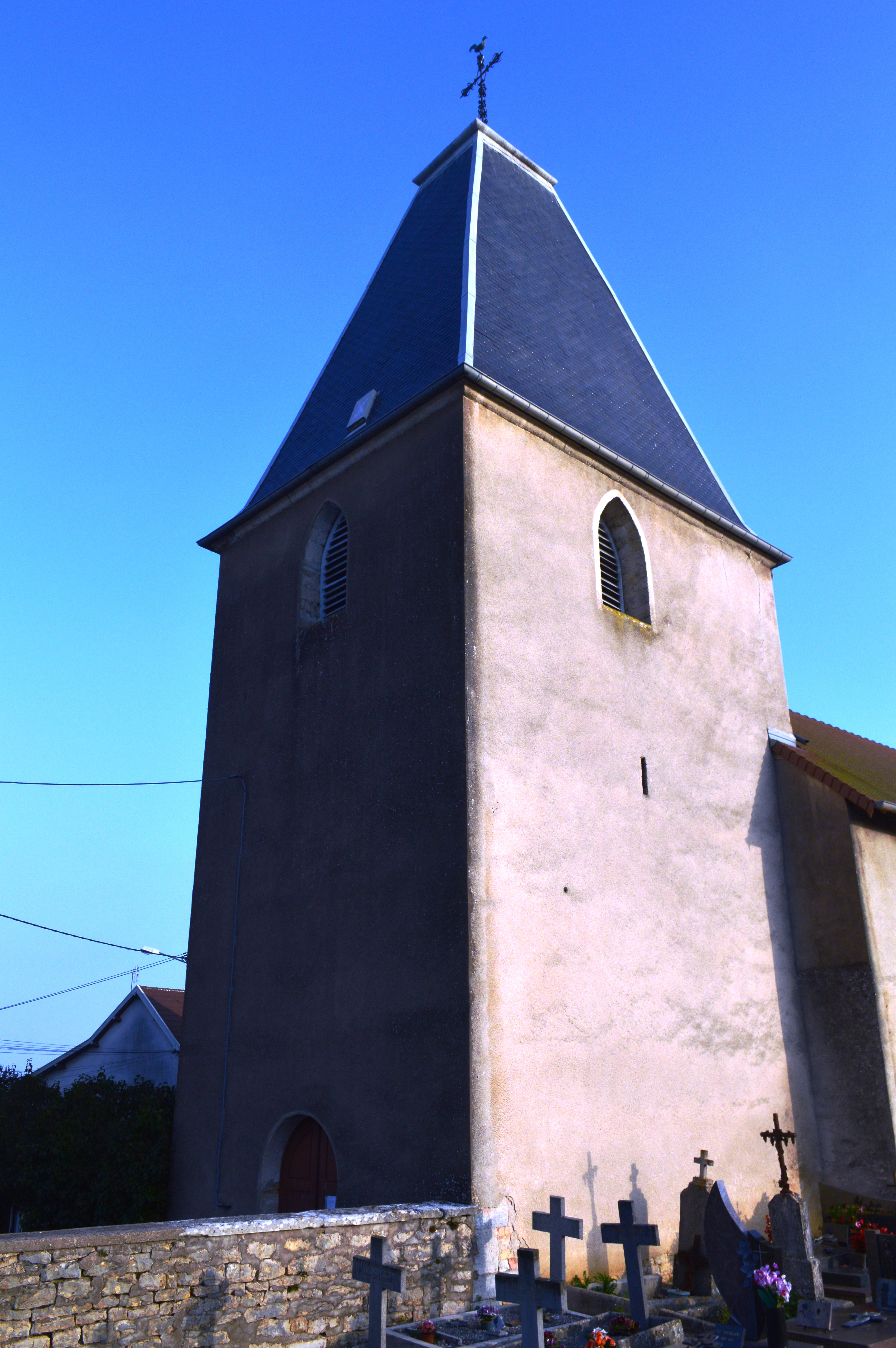
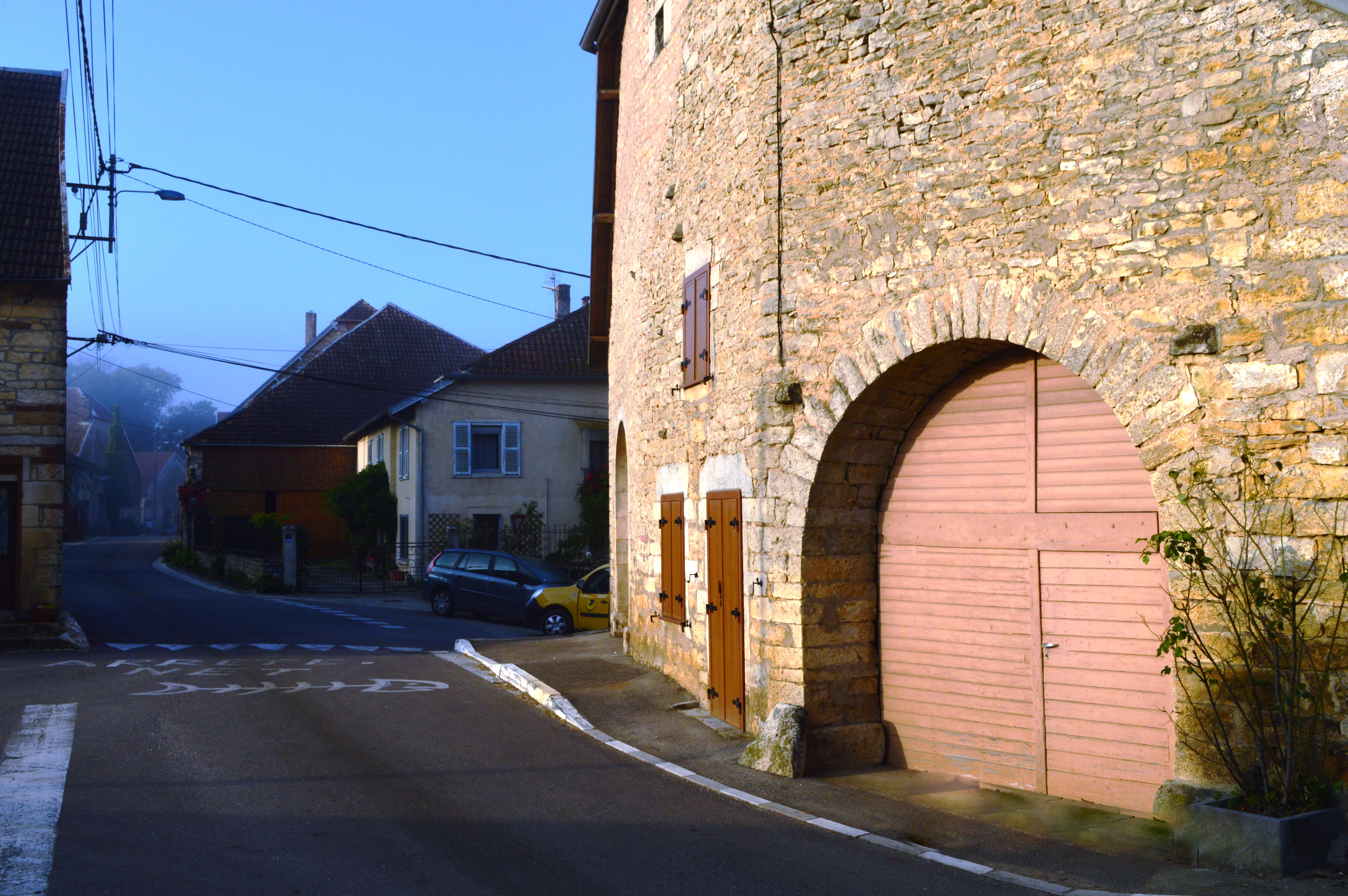
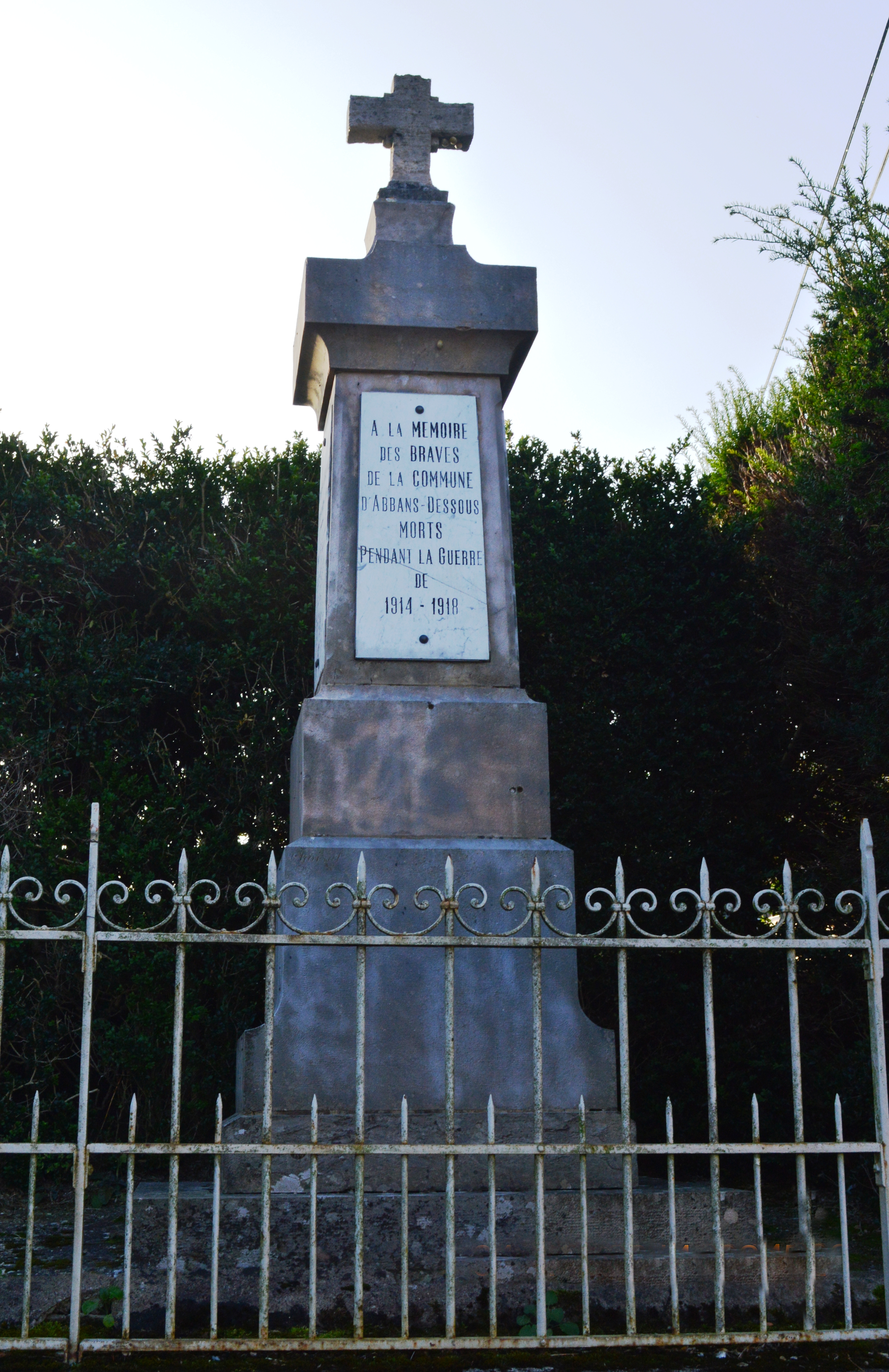